# Метелева (Челябинская область)
Метелева — деревня в Аргаяшском районе Челябинской области. Входит в состав Камышевского сельского поселения.

## География
Расположена в восточной части района, на берегу реки Зюзелки. Расстояние до районного центра, села Аргаяш, 27 км, до центра сельского поселения деревни Камышевка — 7 км.

## Население
| 2002 | 2010 |
| ---- | ---- |
| 661  | ↗681 |

(в 1873—451, в 1889—459, в 1900—448, в 1916—675, в 1937—422, в 1947—344, в 1970—692, в 1995—708)

## История
Деревня основана примерно в середине XVIII века (первые упоминания в ревизской сказке 1763 года).
Согласно топонимической легенде, была образована около 400 лет назад из 2 деревень башкирами-переселенцами с реки Ай.
В годы Гражданской войны в окрестностях проходили ожесточенные бои.
В 1930 в был организован колхоз «Декабрист».

## Улицы
Улицы деревни Метелева
- Береговая улица
- Улица З. А. Иксанова
- Зелёная улица
- Красноармейская улица
- Лесная улица
- Российская улица
- Советская улица
- Улица им Р. У. Кузыева

## Инфраструктура
- Библиотека
- АОЗТ «Аргаяшское»
- Школа
- ФАП

## Известные уроженцы
- Тагиров Сулпан Галеевич (1924-1975), участник Великой Отечественной и Советско-японской войны, награждён медалью «За освобождение Кореи».